# 火幡神社
火幡神社（ほばたじんじゃ）は、奈良県北葛城郡王寺町にある神社。式内社（名神大社）で旧社格は村社。

## 祭神
現在の祭神は次の5柱。
- 天児屋根命
- 息長帯比売命
- 誉田別命
- 玉依姫命
- 天照皇大神

延長5年（927年）成立の延喜式神名帳における祭神の記載は1座であり、祭神の比定としては以下の記述がある。
- 火之戸幡之神（特選神名牒）
- 火之戸幡姫命（神名帳考証）
- 火之戸幡姫（火幡神社志）

このことから、創建当初の祭神は火之戸幡姫命であろうと推測される。

## 歴史

### 概史
社伝によると、大同元年（806年）に創建されたという。新抄格勅符抄によると創建と同年に神封二十戸が寄進されていることから、創建自体は更に遡ると考えられる。天正5年（1577年）10月1日には松永久秀と共に織田信長に反旗を翻した畠山義宣・海老名友清・森正友が片岡城に籠り、明智光秀・細川藤孝・筒井順慶に敗死させられたが、片岡城内に葬られた義宣の霊を弔うために三松八幡社が創建され、後に火幡神社となったとする伝承が「泰国文書」に記録されている。延喜式神名帳では名神大社に列し、月次・新嘗の奉幣に預ると記されている。江戸時代は八幡宮と称していた。明治6年（1874年）村社に列格した。

### 神階
- 天安3年（859年）1月27日、従五位下から従五位上（『日本三代実録』）- 表記は「火幡神」

## 境内

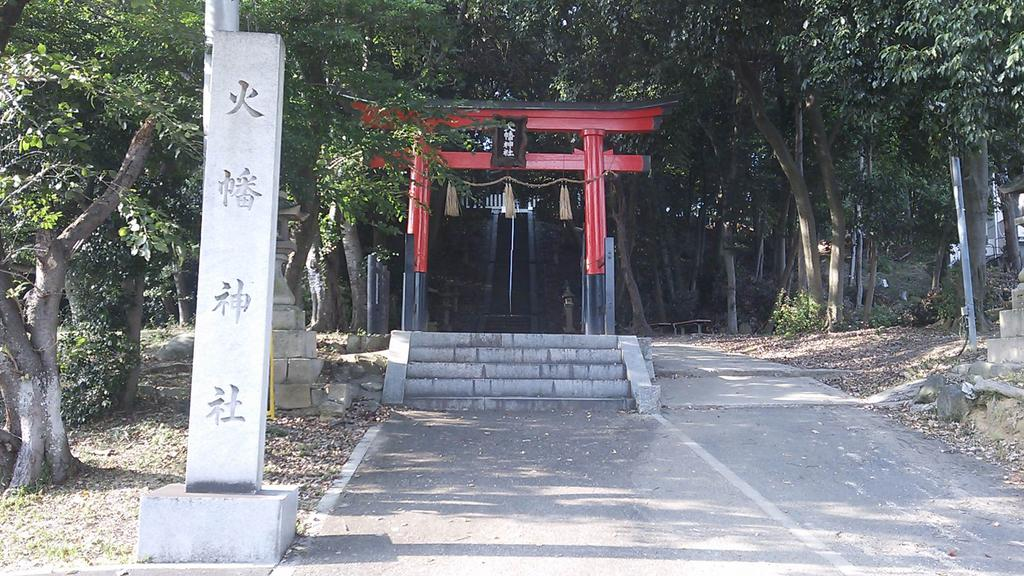
一の鳥居
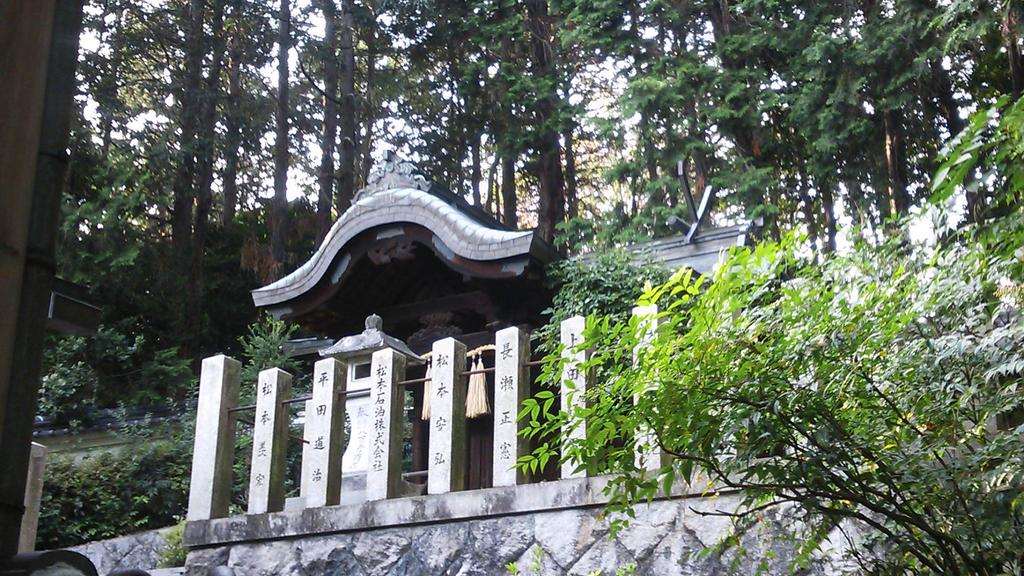
本殿
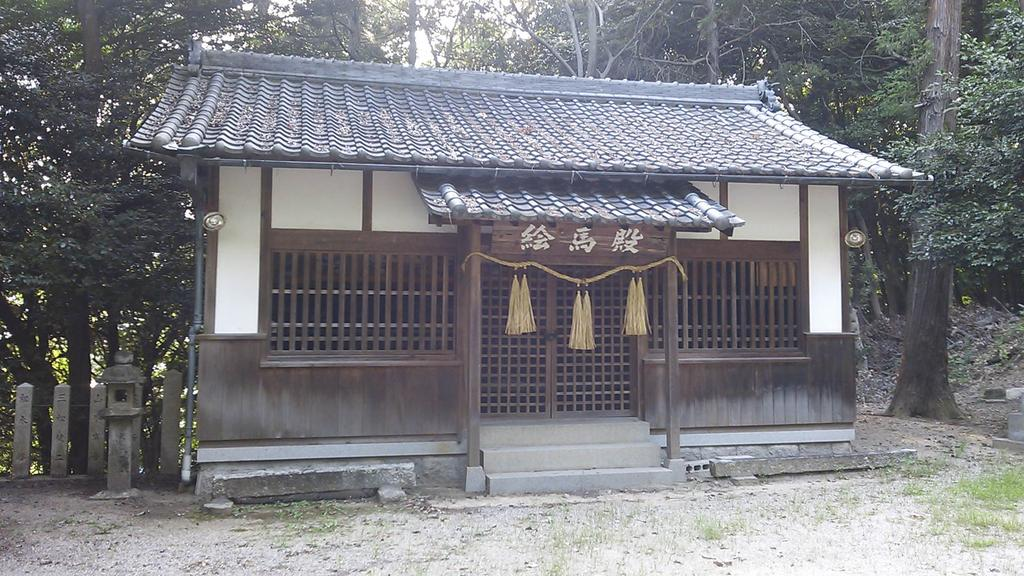
絵馬殿

## 交通アクセス
- JR西日本和歌山線畠田駅から徒歩10分